# Allan Ramsay
Allan Ramsay (Edimburgo, 13 de outubro de 1713 – Dover, 10 de Agosto de 1784) foi um pintor e retratista escocês do século XVIII, fundador da Select Society e uma das principais figuras dos intelectuais de Edimburgo do seu tempo.

## Vida
Estudou arte em Londres e em Roma. Após o regresso a Edimburgo tornou-se um artista estabelecido, com vários pedidos de retrato. Foi depois viver para Londres, onde teve muitos clientes proeminentes, incluindo o rei Jorge III do Reino Unido, David Hume, Edward Gibbon e Rousseau — este último não gostou do resultado. Tornou-se muito rico. Viveu depois na Itália e regressou depois a Dover, onde morreu.

## Arte
Entre suas produções mais satisfatórias estão algumas os numerosos retratos de busto de cavalheiros escoceses e suas damas, que ele executou antes de se estabelecer em Londres. Eles estão cheios de graça e individualidade; os recursos mostram excelente desenho; e a pintura da carne é firme e sólida no método, embora frequentemente tenda um pouco para a dureza e opacidade. O retrato de sua esposa também mostra a influência da arte francesa, que Ramsay incorporou em sua obra. A grande coleção de seus esboços estão em posse da Royal Scottish Academy e do Conselho de Curadores de Edimburgo também mostra essa elegância francesa e cores suaves.
Em um documentário transmitido pela BBC em fevereiro de 2014, Ramsay foi mostrado como o artista que pintou o retrato perdido de Charles Edward Stuart em 1745.

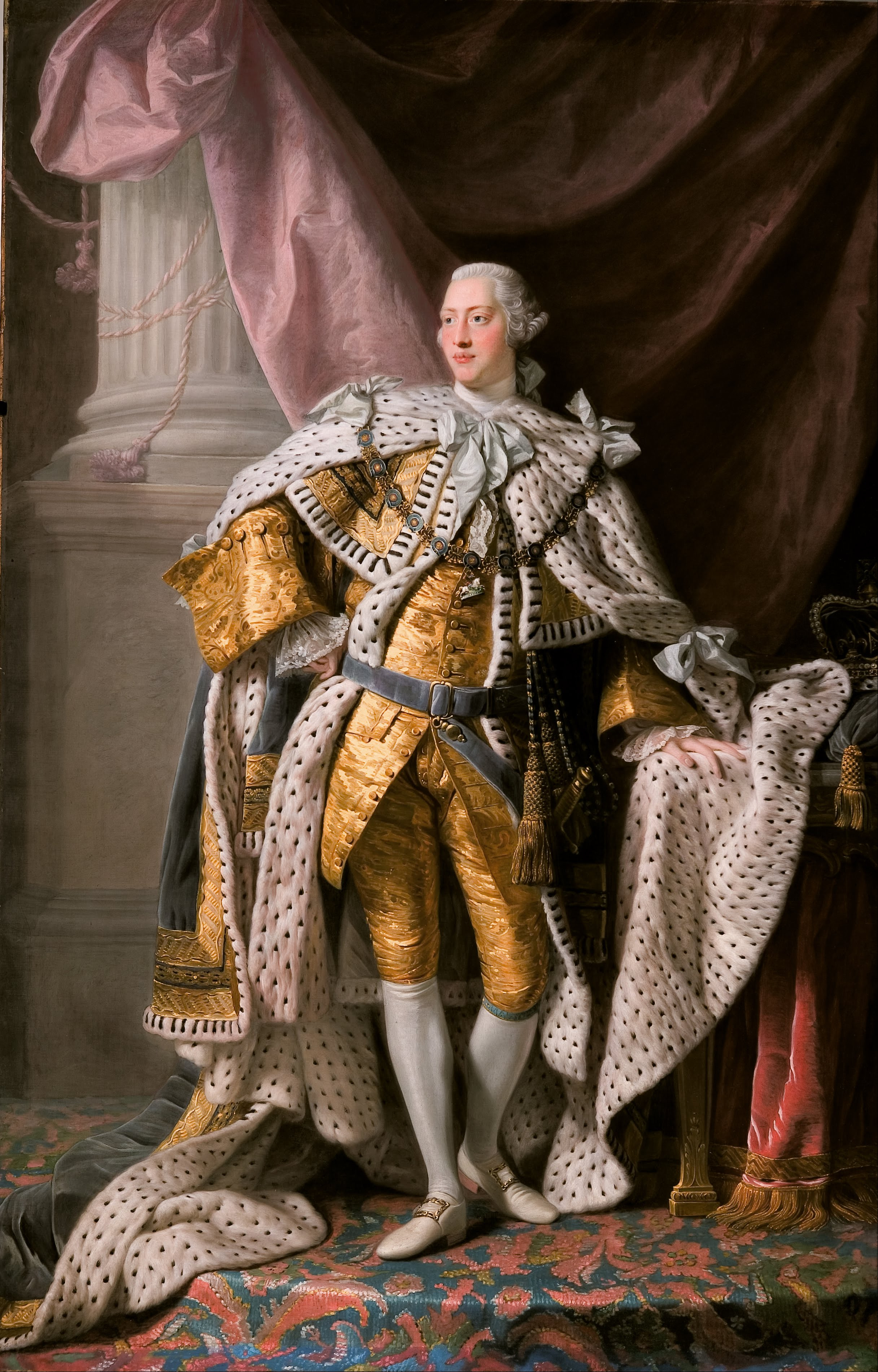
Retrato de Jorge III, por volta de 1762

## Pinturas
Ramsay tem pinturas na coleção de algumas instituições britânicas, incluindo a National Gallery em Londres, Sheffield, Derby Art Gallery (atribuída), o Museu de Glasgow e a Abadia de Newstead.

## Galeria

Obras de Allan Ramsay
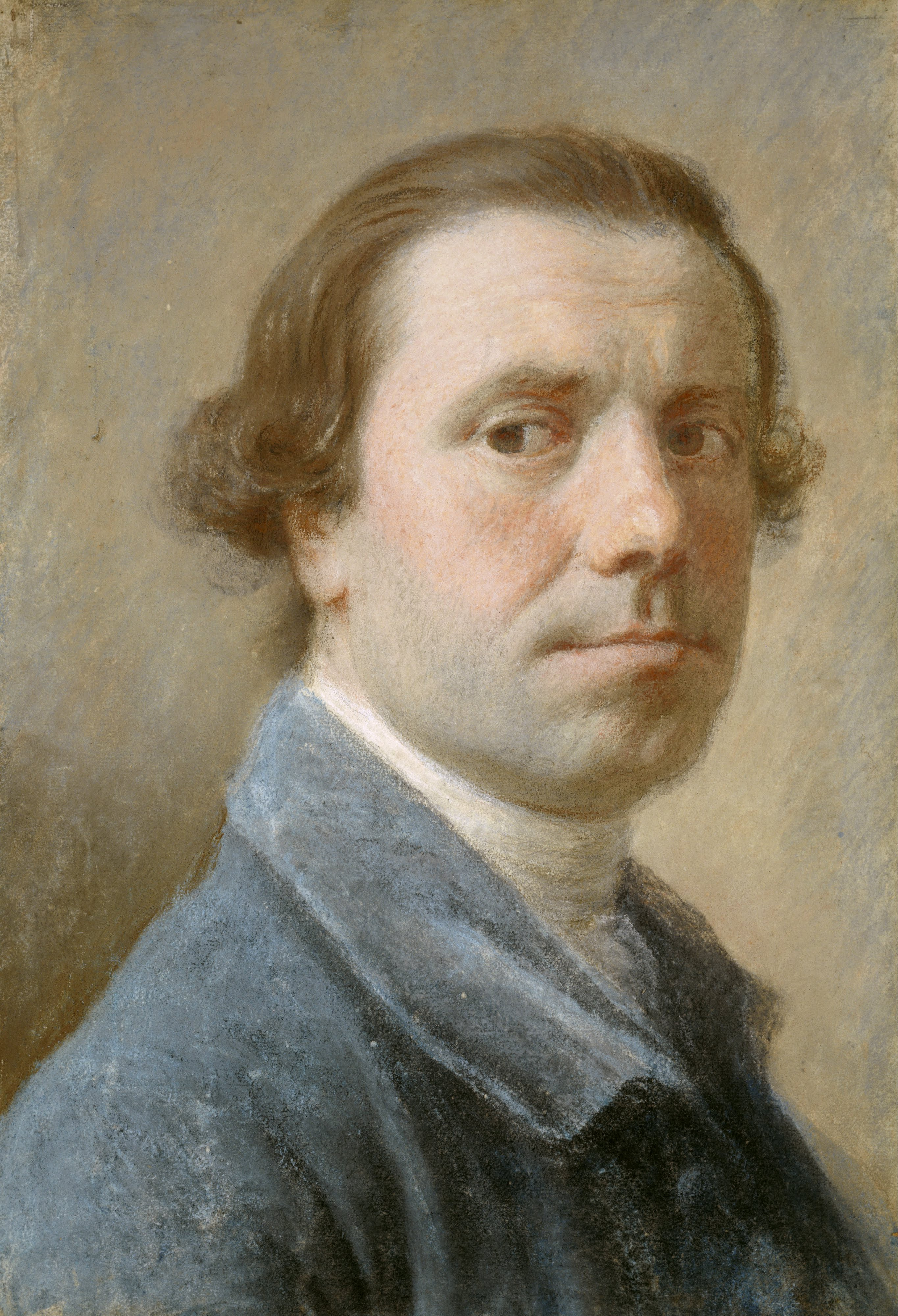
Auto-retrato
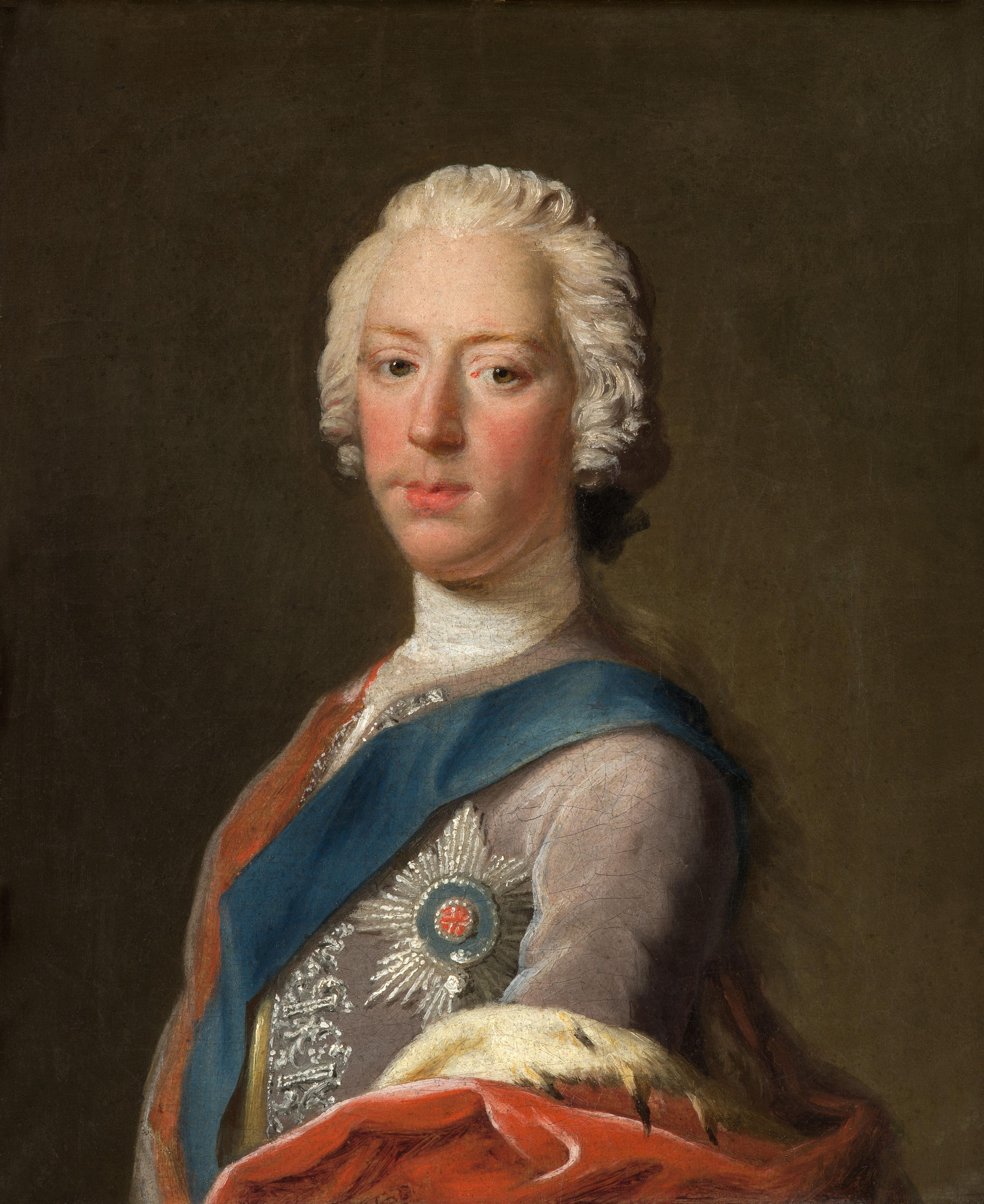
O retrato perdido de Charles Edward Stuart, pintado em Edimburgo em 1745
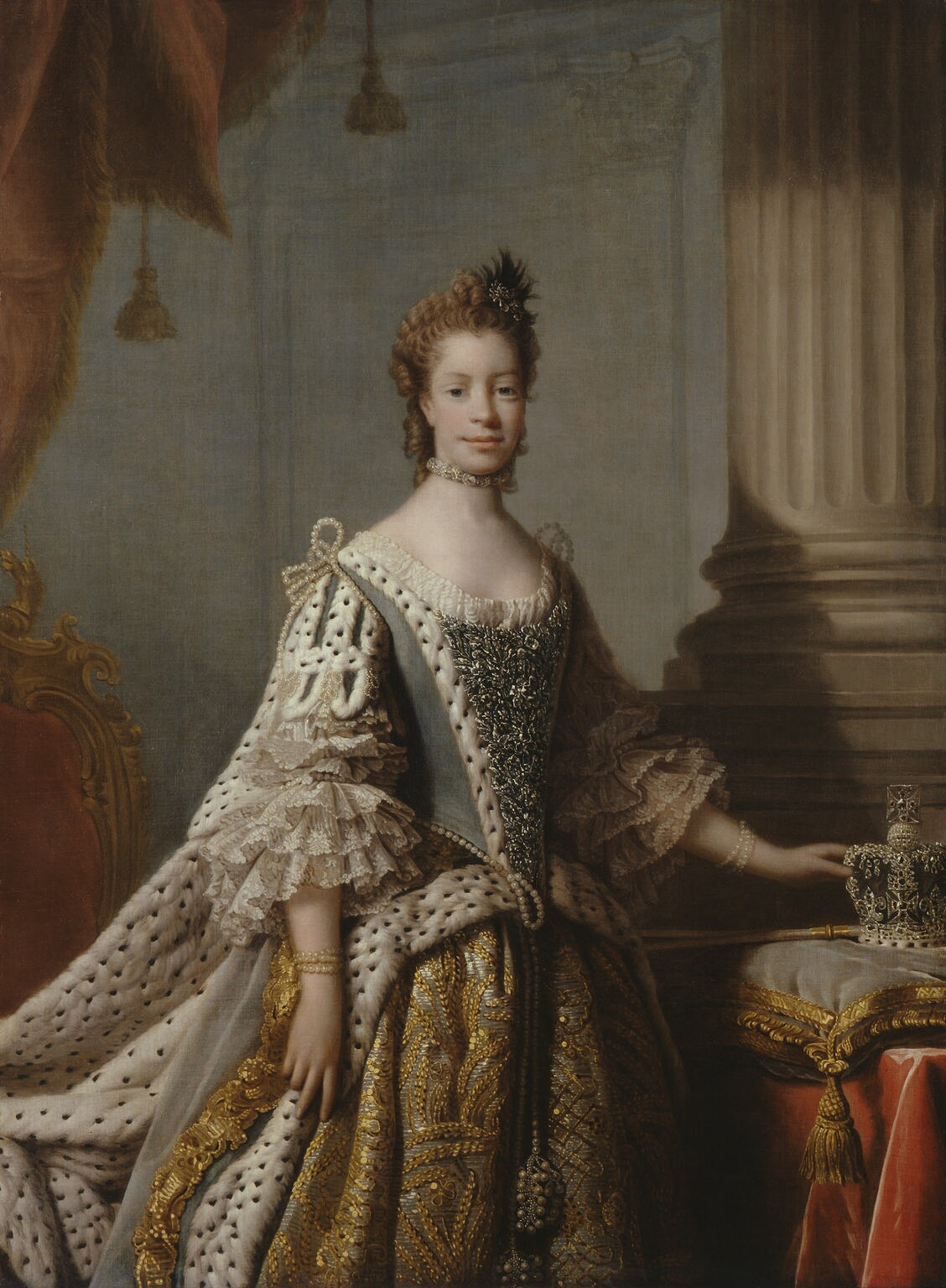
Rainha Charlotte pintada por Allan Ramsay em 1762
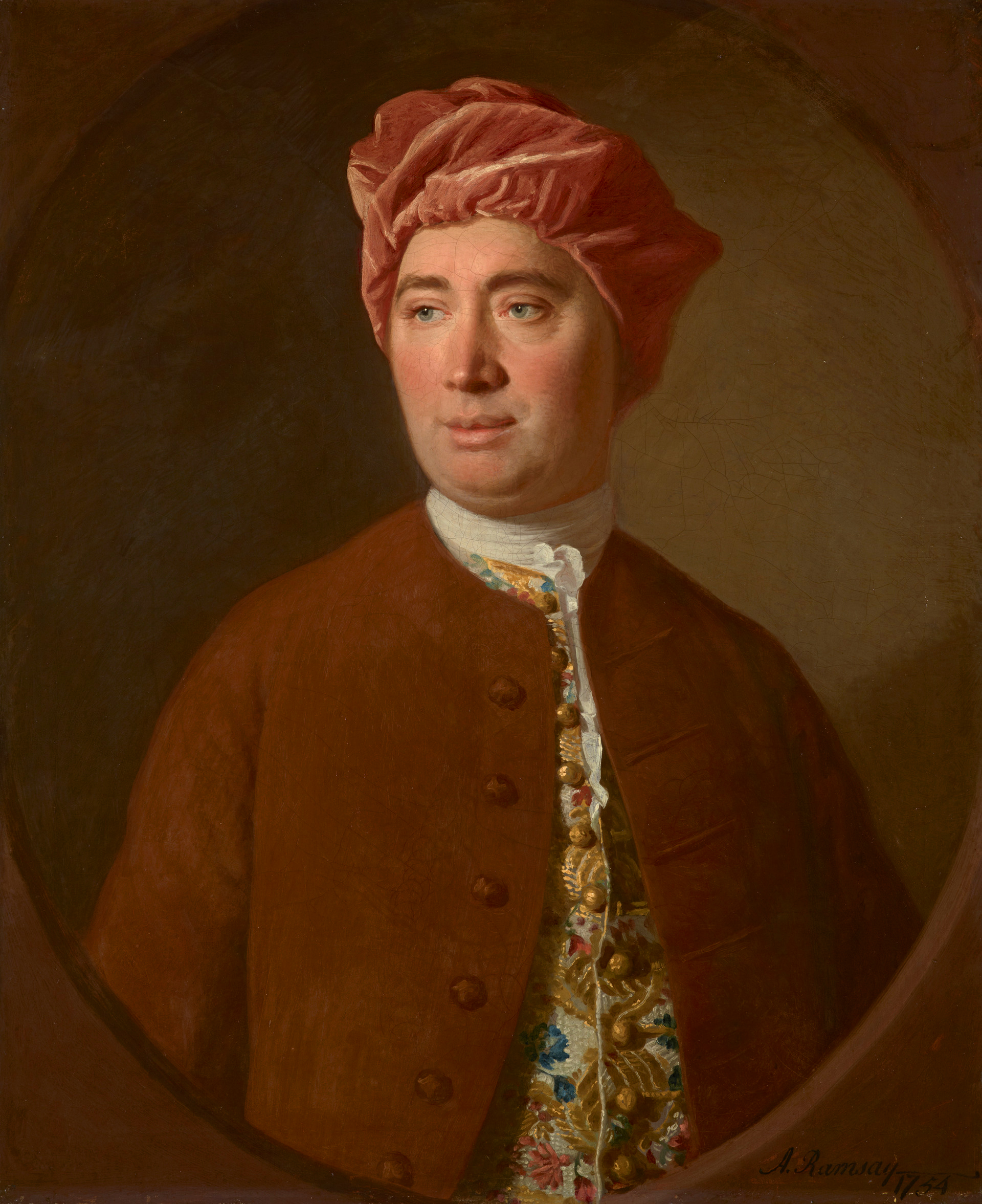
Retrato de David Hume, 1754
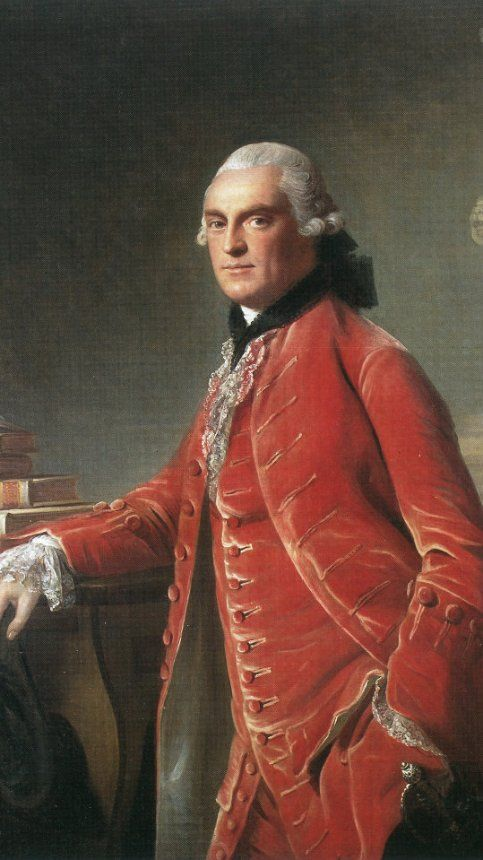
George Coventry, 6º conde de Coventry
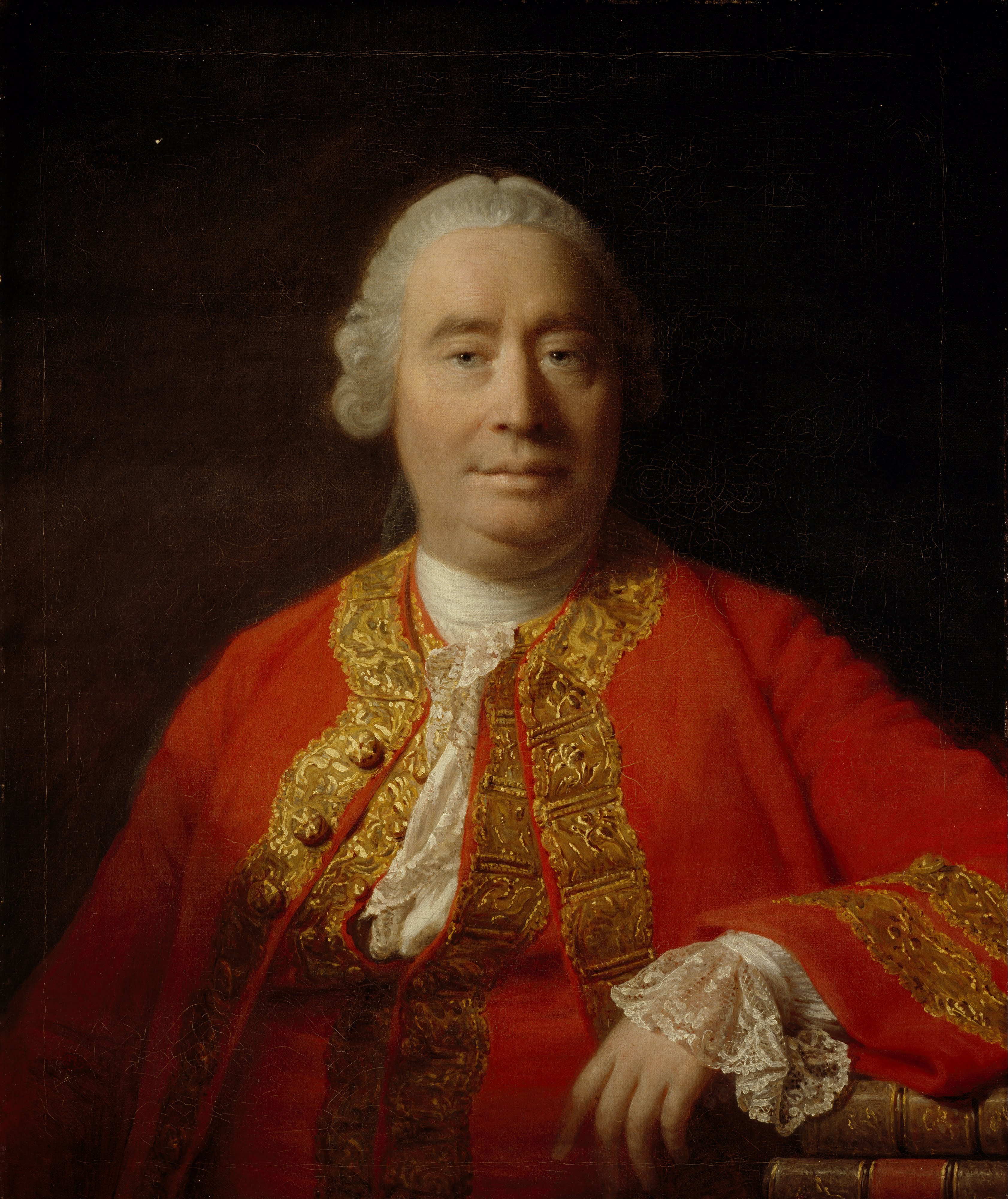
Retrato de David Hume, 1766
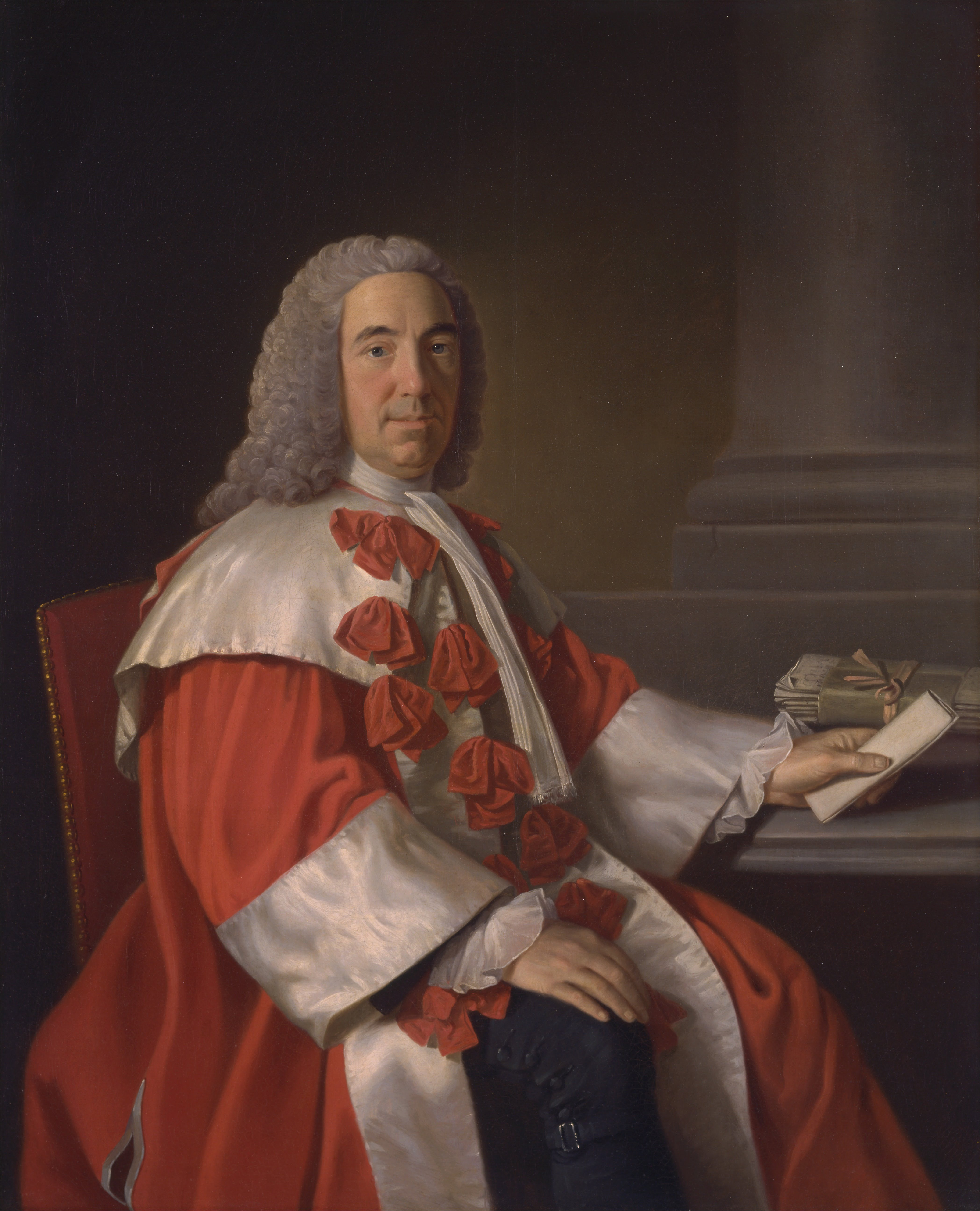
Alexander Boswell, Lord Auchinleck
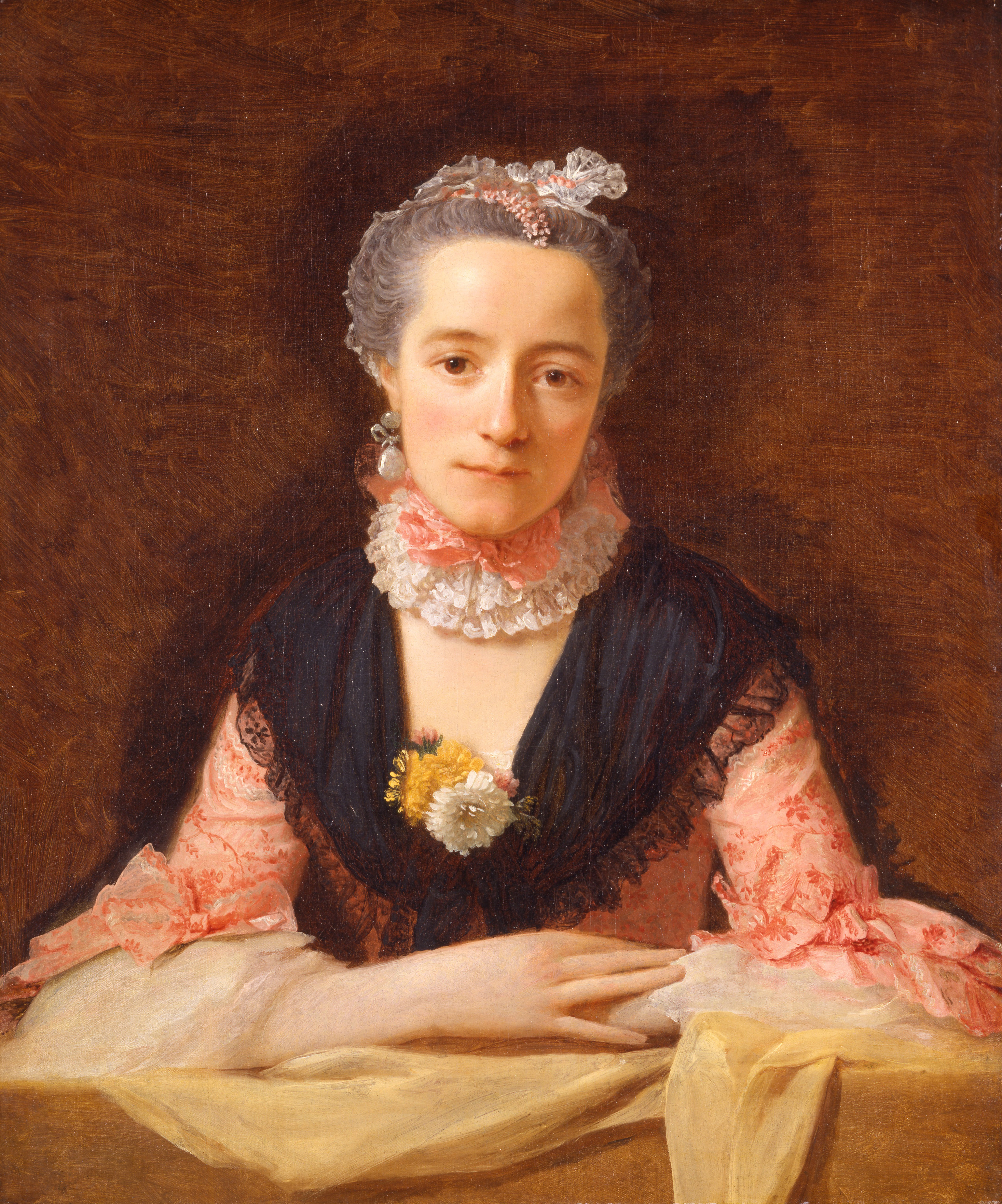
Senhora em um vestido de seda rosa
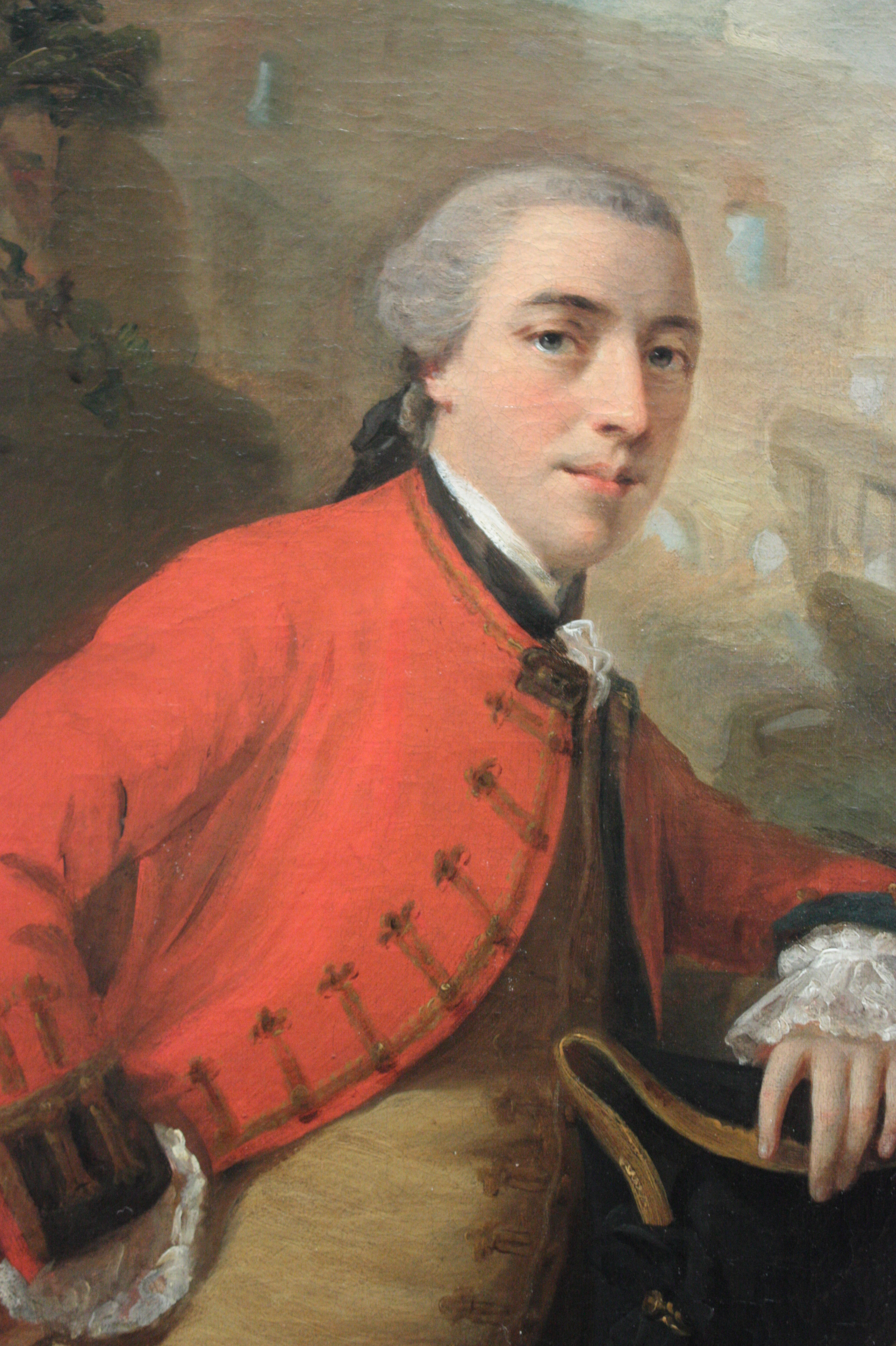
John Burgoyne, pintado em Roma em 1758
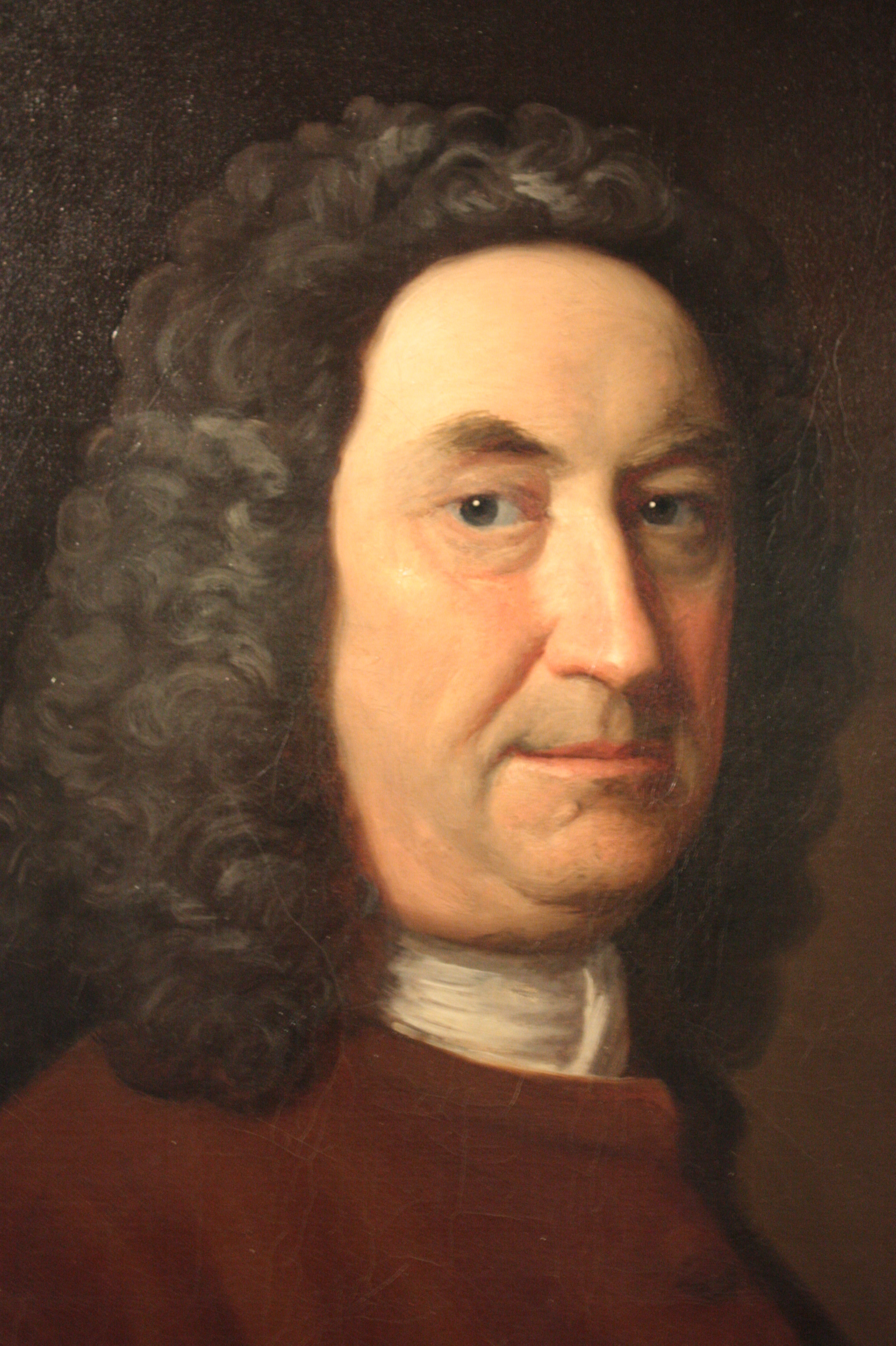
Sir John Inglis
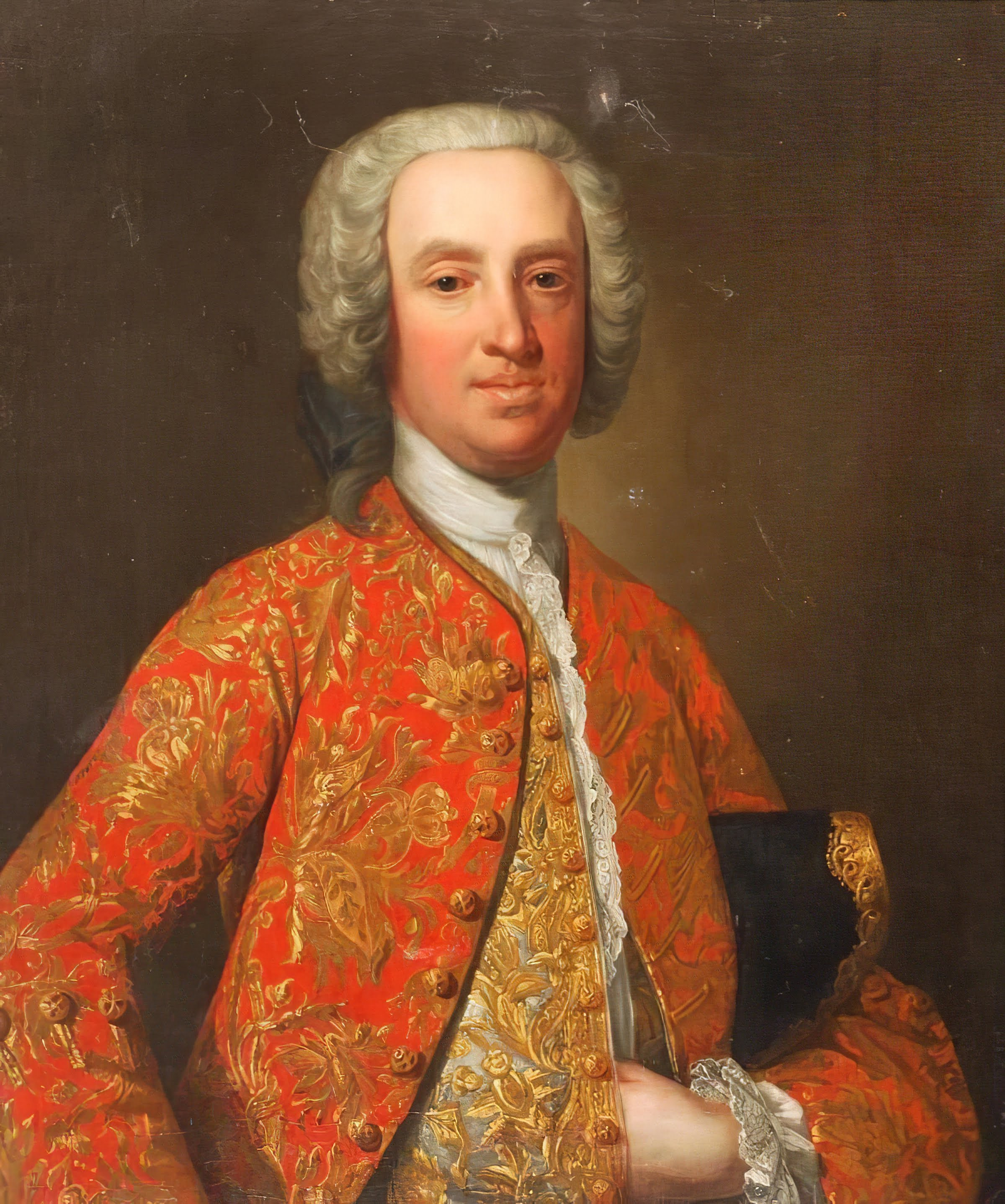
Sir William Douglas, 4º Baronete de Kelhead
Retrato de um africano, óleo sobre tela, entre 1757 e 1760.